# Myrcia eugeniopsoides
Myrcia eugeniopsoides là một loài thực vật có hoa trong Họ Đào kim nương. Loài này được (D.Legrand & Kausel) D.Legrand mô tả khoa học đầu tiên năm 1975.